# Carcaliu, Tulcea
Carcaliu este satul de reședință al comunei cu același nume din județul Tulcea, Dobrogea, România. Se află în partea de vest a județului, în Lunca Dunării.
Localitatea este una reprezentativă pentru comunitatea rusă din România. Sat de pescari în trecut, acum este parțial părăsit fiind locuit doar de bătrâni și câțiva copii, din cauza migrației în masă „la muncă în străinătate”.
Biserica satului are hramul Troița (Sfânta Treime).

## Personalități
- Terente (Ștefan Vasili), bandit român
- Andrei Ivanov, autor al unor lucrări legate de limba rusă